# Amber (Roman)
Amber ist der deutsche Titel des 1944 erschienenen historischen Romans Forever Amber der US-amerikanischen Schriftstellerin Kathleen Winsor (1919–2003). Er wurde sofort ein Bestseller und 1947 verfilmt. Der Roman spielt im England des 17. Jahrhunderts und erzählt die Karriere der (fiktiven) Mätresse Amber St. Clare, die aus einfachen Verhältnissen stammend es durch die verschiedenen Schichten der englischen Gesellschaft bis zum englischen Königshof schafft. Dabei bewahrt sie eine leidenschaftliche Liebe zu einem Mann, den sie nie ganz gewinnen kann. Die Zeit, in der sie ihr Leben (neben ihrer Seele) für Carlton in den Monaten der Pest opfert, bindet sie aufs Neue, aber erneut erreicht sie nicht die Verheiratung mit dem Geliebten. Sie leidet ihre wesentlichen Jahre darunter, dass 'Bruce' sie niemals ehelichen wird und ihr dies auch nicht vorenthält. Als er ihr den gemeinsamen Sohn ins entfernte Land zustimmend entführt, zerbricht sie in ihrem Inneren und lebt frivoler denn je ihre jugendlichen Jahre (trotz der weiteren gemeinsamen Tochter S.), um durch Titel und Vermögen sowie das weitere Kind des Königs eine Rolle in der Gesellschaft einzunehmen. Sie bezahlt den hohen Preis ihrer gewöhnlichen Herkunft teuer, in dem sie eigene Grenzen nicht akzeptiert.

## Handlung
Amber ist die uneheliche Tochter einer jungen Kleinadligen, die in der Zeit des englischen Bürgerkriegs auf der Flucht ihr Kind bekommen muss und bei der Geburt stirbt. Das Kind wächst unter dem Namen Amber St. Clare bei Freunden der Mutter auf, einfachen Bauern in einem Dorf. Schön, temperamentvoll und relativ selbstbewusst, verliebt sie sich mit 16 Jahren in einen Adligen, der auf der Reise nach London in ihrem Dorf Halt macht. Lord Bruce Carlton, wie sein König lange im Exil, ist unterwegs, um nach dem Ende der Herrschaft Oliver Cromwells den Wiedereinzug des Königs Karl II. zu erleben, den Beginn der Epoche der englischen Restauration. Auf Ambers Drängen nimmt er sie nach London mit, ohne ihr falsche Hoffnungen zu machen. Als Lord Carlton wie geplant vom König seinen Kaperbrief und Schiffe erhält, macht er sich mit anderen Freibeutern auf in die Karibik und lässt Amber schwanger, aber mit einer gut gefüllten Börse zurück.
Als naives Mädchen vom Lande missachtet Amber seine Ratschläge und fällt Heiratsschwindlern zum Opfer. Finanziell ruiniert landet sie im Schuld-Gefängnis. Von diesem Tiefpunkt arbeitet sie sich langsam hoch, indem sie sich zunächst mit einem führenden Straßenräuber einlässt. Black Jack befreit sie aus dem Gefängnis und zwingt sie, mit ihm auf Raubzüge zu gehen. Als ihr Kind geboren wird, bringt sie es bei einer Pflegemutter auf dem Land unter. Eine eifersüchtige Geliebte des Straßenräubers führt die Konstabler auf ihre Spur, Black Jack wird gefasst, wobei Amber entkommen kann.
Sie lässt sich mehrere Monate von einem Studenten aushalten und erhält eine Anstellung als Schauspielerin im King’s Theater. Als der Student sie auf Druck seines Vaters fallen lässt, ist sie schon bei ihrem nächsten Karriereschritt: sie spannt einer Kollegin den wohlhabenden Offizier Rex Morgan aus, der sich in sie verliebt, sie als Maitresse aushält und gut versorgt. Als Bruce Carlton – nach erfolgreichen Jahren als Freibeuter – wieder in London ist, trifft sie sich so unvorsichtig mit ihm, dass Morgan es erfährt, sich mit Carlton duelliert und dabei getötet wird.
Bei einer Fahrt aufs Land lernt sie in einem Kurort den alten Kaufmann Samuel Dangerfield kennen, einen der reichsten Männer des Landes – und Geschäftspartner von Bruce Carlton, dessen Freibeuterei er mitfinanziert. Sie verführt und heiratet Dangerfield, nach seinem Tod ist sie eine reiche Witwe.
Die Pest sucht London 1665 heim, und auch Bruce Carlton kehrt infiziert von einer Reise zurück. Amber pflegt ihn energisch und aufopfernd und rettet ihm damit das Leben, bevor sie ihrerseits erkrankt und er sie gesund pflegt. Die Beziehung vertieft sich, aber Carlton will sie u. a. aus Standesgründen nicht heiraten und zieht wiederum als Freibeuter los.
Im Hause Lord Almsburys, eines Freundes von Carlton, lernt sie den Earl of Radclyffe kennen, ohne wissen zu können, dass dieser vor zwanzig Jahren ihre Mutter heiraten wollte. Sie nimmt Radclyffes Heiratsantrag an, um an seinen Grafentitel zu kommen, dieser seinerseits ist an ihrem Vermögen interessiert. Als Gräfin kann sie endlich bei Hofe vorgestellt werden; als jedoch der König sich für sie zu interessieren beginnt, schafft der eifersüchtige Radclyffe sie mit Gewalt auf seinen Landsitz, wo er sie fast wie eine Gefangene hält. Der gegenseitige Hass steigert sich, und als sie eine Affäre mit Radclyffes Sohn beginnt, will der Vater beide vergiften, während er nach London verreist. Der Sohn stirbt, Amber entgeht dem Anschlag und folgt Radclyffe. In den Wirren des Großen Brandes von London von 1666 gelingt es ihr gemeinsam mit einem Diener, Radclyffe unerkannt zu töten.
Sie kann nun ungehindert an den Hof gehen, wird über Jahre Maitresse des Königs Karl II. Dieser verschafft ihr ein hohes Einkommen. Als sie schwanger wird, verheiratet er sie mit einem Adligen, um das Kind zu legitimieren, und erhebt sie in den Herzogstand. Aus den Intrigen der höfischen Gesellschaft hält sie sich lange vorsichtig heraus, ihr ist vor allem an dem Neid der Damen und der Aufmerksamkeit der Männer gelegen. Wie früher setzt sie die leidenschaftliche Beziehung zu Bruce Carlton fort, wenn dieser wieder in London weilt. Carlton, als Freibeuter reich geworden, ist inzwischen Tabakpflanzer in Virginia, wo er immer neue Ländereien vom König genehmigt bekommt. Bei seinem letzten Besuch in London erscheint er mit seiner neuen Frau, die er entgegen den Gewohnheiten seines Standes tatsächlich liebt. Als seine Frau herausfindet, dass er eine parallele Beziehung zu Amber hat, beendet er diese – um seine an die höfischen Sitten nicht gewohnte Frau nicht zu verletzen, und weil Amber ihn in ihrer Eifersucht und verzweifelten Verlustangst zu sehr bedrängt. Als er mit seiner Frau abreist, wird dies von höfischen Intriganten gegen Amber verwendet, die eine unbequem gewordene Rivalin aus dem Feld schlagen wollen. Ein gefälschter Brief lässt Amber glauben, Carltons Frau sei erkrankt und gestorben. Das Buch endet damit, dass sie Carlton nach Virginia folgt.

## Veröffentlichung und Wirkung
Erst der fünfte Entwurf von Winsors Manuskript wurde vom Verlag MacMillan akzeptiert, der damit an seinen Erfolg mit dem 1936 erschienenen Roman Vom Winde verweht anknüpfen wollte. Die Lektoren kürzten das Buch noch auf ein Fünftel seines Umfangs, der publizierte Roman war schließlich 972 Seiten lang.
In der ersten Woche nach der Veröffentlichung wurden über 100.000 Exemplare verkauft, insgesamt über drei Millionen; es war das best verkaufte Buch der 1940er Jahre. Eine Journalistin bezeichnete die Autorin rückblickend als „die Erfinderin des modernen Bestsellers“. Die deutsche Übersetzung erfolgte früh, sie erschien bereits 1946 beim Diana Verlag (Stuttgart, Baden-Baden).
Die Verfilmung, produziert von Otto Preminger, erschien in Deutschland als Amber, die große Kurtisane.
Der Roman muss, neben Margaret Mitchells Bestseller Vom Winde verweht (1936), als eine Anregungsquelle für die thematisch sehr ähnlichen Bodice Ripper in Betracht gezogen werden, die in den USA von 1972 an weite Verbreitung fanden.

## Kritik
Positive Kritiken heben den interessanten, zwiespältigen Charakter der Hauptperson hervor, die differenzierte, gleichzeitig nahe wie distanzierte psychologische Schilderung der Charaktere, sowie die gut recherchierte und dichte historisch-soziologische Darstellung. Der häufige Fehler von Autoren historischer Romane, Sichtweisen ihrer Zeit als Anachronismen in ihre Romane einzubauen, scheint Winsor nicht unterlaufen zu sein. Ihr wird bescheinigt, die Mentalitäten, den sozialen Habitus der verschiedensten sozialen Schichten und Milieus differenziert und auch sprachlich treffend wiedergegeben zu haben. Im Roman erfährt man viel über die 1660er Jahre in England, die Epoche der englischen Restauration.
Manche Rezensentinnen sehen in Amber, wie auch in Scarlett O’Hara, der Hauptperson des Romans Vom Winde verweht, eine protofeministische Figur, die voller Energie die Möglichkeiten ihrer patriarchalen Epoche nutzt, um ihren Weg zu machen. Dabei treibt Amber ursprünglich der Wunsch nach Anerkennung, Liebe und einer erfüllten sexuellen Beziehung, der sich unter dem erheblichen Druck der Londoner Gesellschaft, die ihr einen Überlebenskampf aufzwingt, stark mit Zynismus und Rücksichtslosigkeit verbindet. Das Buch wird als Psychogramm einer starken, aber letztlich noch sehr von patriarchalem Denken und Fühlen geprägten Frau gesehen.
An zwei Stellen sahen Kritiker einen Zeitbezug: Die großen Katastrophen, die Amber erlebt (die Pest, der große Brand), werden als Reflex der damaligen Ängste und Gefahren des Zweiten Weltkriegs interpretiert. Ambers Stärke wird von Kritikern als ein Widerhall der zunehmenden gesellschaftlichen Stärke der Frauen in den USA gesehen, die eben durch den Zweiten Weltkrieg begünstigt wurde.
Negative Kritiken kamen von konservativer Seite. Vierzehn Staaten der USA verboten das Buch als pornographisch, als erstes Massachusetts, dessen Staatsanwalt 70 Stellen mit Geschlechtsverkehr aufzählte, 39 uneheliche Schwangerschaften, 7 Abtreibungen und „10 Beschreibungen von Frauen, die sich vor Männern ausziehen“. Die Katholische Kirche verbot das Buch als „indezent“, was zu seiner Popularität beitrug. Ein Kritiker ging so weit, alle von ihm beanstandeten Szenen zu nummerieren. Diese Kritiken trugen erheblich zum Verkaufserfolg des Buches bei.
Für die Verfilmung wurde das Buch stark umgearbeitet, um der Kritik der Kirche entgegenzukommen.
Winsor selbst sah ihr Buch nicht als besonders „gewagt“ an und verneinte ein Interesse an ausdrücklichen Sex-Szenen. „Ich habe nur zwei Sex-Szenen geschrieben“, bemerkte sie, „und mein Verlag strich sie beide“.

## Ausgaben (Auswahl)
- Kathleen Winsor: Amber. Roman („Forever Amber“, 1947). 2. Aufl. Diana-Verlag, Zürich 1984, ISBN 3-905414-07-4 (übersetzt von N. O. Scarpi).
- Kathleen Winsor: Forever Amber. A novel. Macmillan, New York  1954.